# João Gomes de Souza Neto
João Gomes De Souza Neto, mais conhecido como Sargento Neto (Campina Grande, 02 de abril de 1974), é deputado estadual, filiado ao Partido Liberal (PL), eleito pelo estado da Paraíba.

## Biografia
Se candidatou pela primeira vez em 2016, conseguindo se eleger, vereador de Campina Grande.
Ficou como suplente de Deputado Estadual em 2018.
Se Re-Elegeu Vereador em 2020.

Conseguindo a Eleição Para Deputado Estadual em 2022.